# Toxin și toxice
Toxin și toxice este o operă literară scrisă de Ion Luca Caragiale.